# جودت

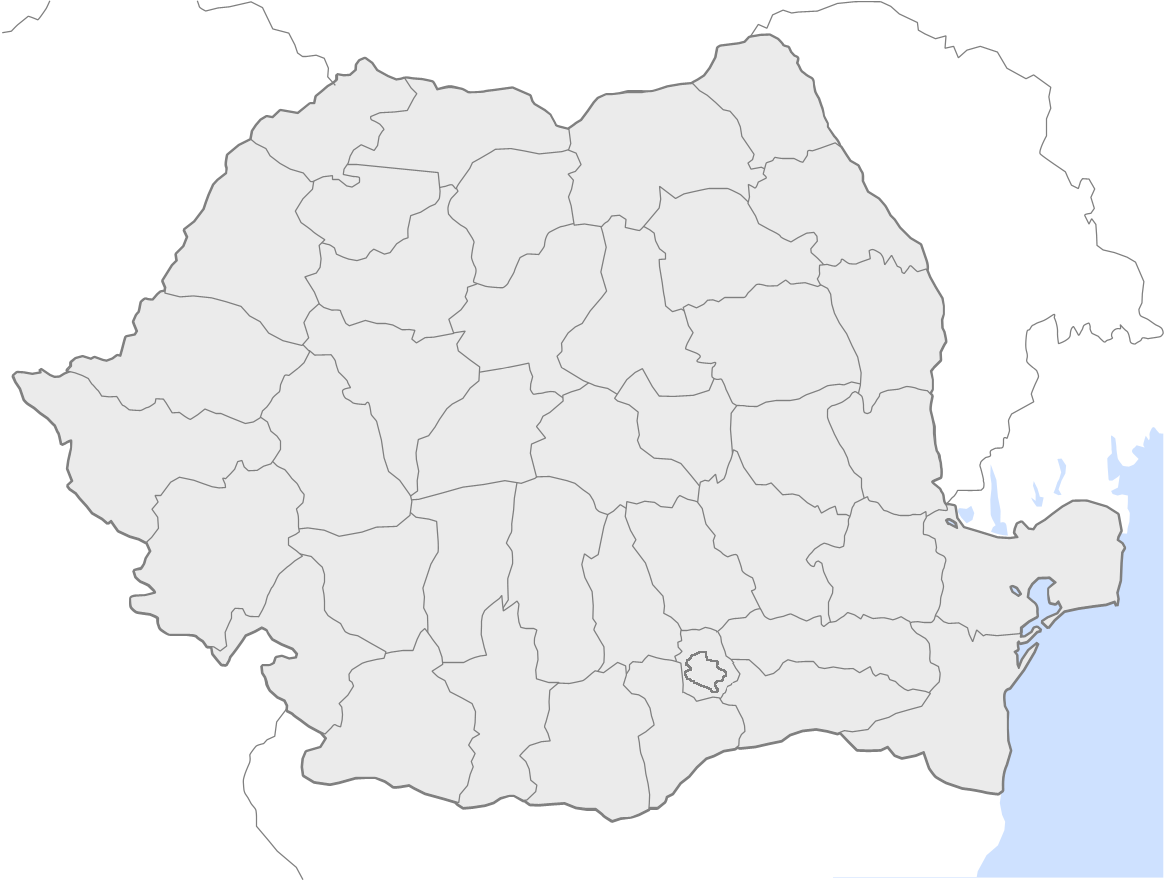
نقشه جودتس های رومانی

جودتس از یکاهای تقسیمات کشوری در رومانی است. جودت اصطلاحی برای شهرستان در کشور رومانی است. از این اصطلاح قبلاً در کشور مولداوی نیز استفاده می‌شد.